# Dolichopeza (Dolichopeza) pallidula
Dolichopeza (Dolichopeza) pallidula is een tweevleugelige uit de familie langpootmuggen (Tipulidae). De soort komt voor in het Australaziatisch gebied.